# ゲーム数字でQ
『ゲーム数字でQ』（ゲームすうじでキュー）は、1991年4月9日から1993年3月6日までNHKで放送されたクイズ番組である。

## 概要
古舘伊知郎と東ちづるが司会を務めたクイズ番組で、1969年から22年間続いた『連想ゲーム』の後番組としてスタートした。数字をテーマに、クイズだけでなくトークまで繰り広げた。案内キャラクター「スージーちゃん」が登場した。
本番組終了後、替わって別の時間帯で同じく古舘司会の『クイズ日本人の質問』がスタートした。なお東は同時期に開始した『NHK歌謡コンサート』の初代司会者に就任した。

## 放送時間
- 毎週火曜 19:30 - 19:58 （1991年4月9日 - 1992年3月17日）
- 毎週土曜 19:30 - 19:58 （1992年4月11日 - 1993年3月6日）

## 出演者
司会
- 古舘伊知郎
- 東ちづる

解答者
- 山藤章二
- 石原良純
- 水沢アキ
- 相楽晴子
- ほか

レポーター
- 長与千種
- ほか

声の出演
- 小林優子（スージーちゃん）